# Jules Bernard-Dutreil
Pour les articles homonymes, voir Dutreil.
Jules Bernard-Dutreil est un homme politique français né le 5 mai 1804 à Laval (Mayenne) et décédé le 15 juin 1876 à Laval

## Biographie

### Origine
Issu d'une riche famille de la Mayenne, petit-fils de Nicolas Charles Bernard-Dutreil, Dutreil entre à l'École polytechnique en 1824, puis en 1826 à l'École d'application de Metz d'où il sortit sous-lieutenant du génie en 1828. Il démissionne de l'armée au moment de la Monarchie de Juillet, pour entrer dans la carrière administrative et devenir, de 1831 à 1846 conseiller de préfecture.

### Républicain modéré
Candidat de l'opposition aux élections législatives de 1846, il est sèchement battu. Il est élu, le sixième sur neuf, aux élections législatives de 1848 où il fait une profession de foi républicaine.
Il est député de la Mayenne à l'Assemblée constituante. Il soutient le général Eugène Cavaignac, vote la Constitution française du 4 novembre 1848 et, avec le général Joseph Duboys-Fresney, contre les poursuites demandées contre Louis Blanc et Marc Caussidière.

### Basculement à droite
Après l'élection présidentielle française de 1848, il se range avec le Parti de l'Ordre à droite et soutient la proposition Rateau qui renvoyait la Constituante. À l'origine député de gauche, l'élection de Louis-Napoléon Bonaparte fait se tourner Dutreil vers la droite.
Il n'est pas réélu aux élections législatives de 1849. Durant le second Empire, il s'installe dans la Sarthe, où il est maire de Saint-Denis-d'Orques et conseiller général du canton de Loué.
Aux élections législatives de 1871, il est élu député de la Sarthe et siège à droite. Il vota toujours avec les monarchistes.
Aux élections sénatoriales de 1876, il est élu sur la liste Royaliste et nommé sénateur de la Mayenne. Il est mort le 14 juin de la même année.
Marié en 1830 à Pauline Lemonnier de Lorière, ils ont sept enfants dont Paul Bernard-Dutreil.
L'abbé Angot indique que son portrait existe dans les Séries des députés de 1848 et de 1871.